# Galletas Gullón
Galletas Gullón è un'azienda spagnola specializzata nel campo alimentare, dedicata alla produzione di cracker e biscotti.

## Storia
Fondata nel 1892 ad Aguilar de Campoo, nella provincia di Palencia, circondata da campi di grano, Gullón è stata la principale produttrice di biscotti in Spagna. Nel 2009 aveva una produzione annua di 102 milioni di kg e un fatturato di 163 milioni di euro e nel 2014 con un fatturato di 286,6 milioni di euro.
Gullón ha due stabilimenti produttivi; ad Aguilar de Campoo, e il secondo, Gullón II, situato vicino all'autostrada Cantabria-Meseta e inaugurato nel 2003, si estende su una superficie di 100.000 m² ed è la più grande fabbrica di biscotti in Europa.
L'amministratore delegato e direttore generale della Gullón dal 1983 è stato María Teresa Rodríguez Sainz-Rozas, che difende la politica di reinvestimento degli utili e assegna quasi il 2% del fatturato ai progetti di intensità per la ricerca e sviluppo.
La maggior parte dei dipendenti della Gullón proviene da Aguilar de Campoo e da altre città vicine come Cervera, Herrera o Guardo, a Palencia; o Reinosa e Santander.